# Microsoft Office Live Meeting
Microsoft Office Live Meeting è un servizio che consente di accedere a un'area per riunioni in linea. Un'organizzazione può sottoscrivere il servizio oppure ospitare le riunioni internamente. Microsoft Office Live Meeting necessita l'installazione di un software su tutti i computer dei partecipanti. 
Durante le web conference i partecipanti  possono effettuare presentazioni, avviare progetti, mettere insieme idee, modificare file, collaborare attraverso una lavagna virtuale e portare a termine affari senza spostarsi dal proprio computer, riducendo notevolmente i costi e la necessità di viaggiare ed avendo un minore impatto ambientale.

## Alternative gratuite
Cisco Webex, Yugma, Vyew, Dimdim e Zoho Meeting sono alcune delle alternative gratuite a Go ToMeeting